# 迪爾拉赫河 (伊薩爾河支流)
47°33′29.54″N 11°32′29.85″E / 47.5582056°N 11.5416250°E
迪爾拉赫河（德語：Dürrach），是中歐的河流，流經奧地利和德國，屬於伊薩爾河的右支流，河道全長14.9公里，流域面積107.8平方公里，最終注入敘爾文施泰因施派歇爾湖。